# Mount Guernsey
Mount Guernsey är ett berg i Antarktis. Det ligger i Västantarktis. Argentina, Chile och Storbritannien gör anspråk på området. Toppen på Mount Guernsey är 1 250 meter över havet.